# Adrien de Gasparin
Pour les articles homonymes, voir Gasparin.
Adrien Étienne Pierre de Gasparin, né le 29 juin 1783 à Orange où il est mort le 7 septembre 1862, est un agronome, haut fonctionnaire et homme politique français.

## Biographie

### Origines, jeunesse et mariage
Issu de la branche protestante d'une famille d'origine corse, il est fils de Thomas-Augustin de Gasparin, conventionnel et membre du Comité de salut public, et de Marie-Anne Marguerite de Serre. Il devient français, le 14 septembre 1791, lors du rattachement du Comtat Venaissin à la France, et perd son père, deux ans plus tard. Il embrasse, comme lui, la carrière des armes et est attaché comme officier de cavalerie à l'état-major du maréchal Murat pendant la campagne de Pologne (1806). Une blessure reçue à Eylau le force à quitter le service.
Il rentre dans sa famille et épousa Rosalie Adèle de Daunant, fille de Paul-Guillaume de Daunant, et sœur d'Achille de Daunant, un ami de François Guizot, protestant comme lui ; une sœur cadette, Laure de Daunant, devient ensuite sa belle-sœur en épousant son frère Augustin.

### Agronome
Il s'adonne à des études d'agronomie, adressant de nombreux mémoires aux Sociétés d'agriculture des départements et à l'Académie des sciences, qui établissent sa réputation dans ce domaine. Il donne notamment des travaux sur Le Croisement des races (1810) et sur La Gourme des chevaux (1811) et voit ses mémoires récompensés à Paris et à Lyon. Il publie une étude sur La Culture de la garance (1815), une Histoire de la ville d'Orange et de ses antiquités (1815), un Manuel d'art vétérinaire (1817), appuyé sur les observations qu'il a faites dans les dépôts de chevaux malades qu'il a été chargé d'inspecter durant sa carrière militaire, et un Mémoire sur l'éducation des Mérinos (1823). Son mémoire sur Les Maladies contagieuses des bêtes à laine (1821) remporte le prix de la Société royale d'agriculture, qui couronne également, en 1823, le Guide des propriétaires de biens ruraux affermés (publié en 1829).

### Carrière administrative
Après la Révolution de 1830, Gasparin, qui jusque-là s'est plutôt rangé dans l'opposition à la Restauration, se rallie à la monarchie de Juillet. Ami intime de François Guizot, comme lui protestant du Midi de la France, il est élu député le 6 novembre 1830 par le 2e collège de Vaucluse (Carpentras) (88 voix sur 152 votants et 208 inscrits) en remplacement de M. Duplessy, démissionnaire. Mais, Guizot, ministre de l'Intérieur jusqu'en novembre 1830, lui donne des fonctions administratives qui ne lui permettent pas de prendre part aux travaux parlementaires.
Gasparin est successivement préfet de la Loire (19 août 1830) de l'Isère (20 septembre 1830), député du Vaucluse et préfet du Rhône (décembre1831). Il est nommé à Lyon au moment de la révolte des Canuts de novembre 1831, en remplacement du préfet Bouvier-Dumolart, qui était jugé trop conciliant avec les ouvriers. Lors de la seconde révolte des Canuts, en avril 1834, l’armée, dirigée par le ministre de l’intérieur Adolphe Thiers, fait mine d’abandonner la ville aux insurgés, avant d'engager une répression brutale, qui est aussi l'occasion de frapper les républicains et de démanteler leurs réseaux. Gasparin est accusé par ces derniers d'avoir laissé grandir l'insurrection pour mieux la réprimer : « On a dit, écrit Louis Blanc dans l’Histoire de Dix ans, et c'est moins contre le lieutenant général Aymard que contre M. de Gasparin que l'inculpation a été dirigée, que, pour ajouter à l'importance de sa victoire, le pouvoir avait prolongé volontairement le combat ; que, dans ce but, il avait renoncé à des positions qui n'étaient point menacées ; que, résolu à terrifier Lyon et la France, il n'avait point empêché, le pouvant, des calamités superflues ; que c'était pour rendre les républicains odieux aux propriétaires qu'il avait déclaré la guerre aux maisons, abusé de l'incendie, imposé aux soldats une prudence féconde en désastres, et donné aux moyens de défense les proportions de sa haine plutôt que celles du péril. »

### Au Ministère
En récompense de son zèle, Gasparin est fait pair de France, le 19 avril 1834, mais il continue à administrer le département du Rhône jusqu'à sa nomination, le 4 avril 1835, aux fonctions de sous-secrétaire d'État à l'Intérieur dans le ministère Broglie. S'il ne fait pas partie du ministère Thiers, dont les doctrinaires ont été écartés, Guizot le fait ensuite nommer ministre de l'Intérieur dans le ministère Molé le 6 septembre 1836. Il ne se fait guère remarquer par son talent oratoire à la tribune de la Chambre, mais soutient néanmoins la discussion du projet de loi municipale et prépare un projet de loi sur les prisons que la chute du ministère, le 15 avril 1837, ne lui permet pas de mener devant le parlement. Il réalise toutefois différentes réformes dans l'organisation des hospices, la législation sur les aliénés, et le régime des prisons. Il supprime la chaîne des forçats et décide que le transfert aux bagnes s'effectuerait désormais dans des voitures fermées.

Puisqu'il est directement lié à la commande et au financement du Requiem de Berlioz, cette œuvre majeure du compositeur français lui est dédiée. Dans ses mémoires, Hector Berlioz évoque Gasparin en ces termes : 

« En 1836, M. de Gasparin était ministre de l’Intérieur. Il fut du petit nombre de nos hommes d’État qui s’intéressèrent à la musique, et du nombre plus restreint encore de ceux qui en eurent le sentiment. Désireux de remettre en honneur en France la musique religieuse dont on ne s’occupait plus depuis longtemps, il voulut que, sur les fonds du département des Beaux-Arts, une somme de trois mille francs fût allouée tous les ans à un compositeur français désigné par le ministre, pour écrire, soit une messe, soit un oratoire de grande dimension. Le ministre se chargerait, en outre, dans la pensée de M. de Gasparin, de faire exécuter aux frais du gouvernement l’œuvre nouvelle. « Je vais commencer par Berlioz, dit-il, il faut qu’il écrive une messe de Requiem, je suis sûr qu’il réussira. »[...]« Je vais quitter le ministère, ajouta-t-il, ce sera mon testament musical. »

 Par la suite, un arrêté ministériel décidant que le Requiem serait exécuté au frais du gouvernement en hommage aux victimes de la Révolution de 1830 est envoyé à Berlioz. Après son départ du ministère, Gasparin va continuer à venir en aide au compositeur qui rencontre des difficultés dans l'exécution des promesses du gouvernement.
Dans le ministère de transition du 31 mars 1839, Gasparin est nommé de nouveau ministre de l'Intérieur et chargé de l'intérim du ministère des Travaux publics, de l'Agriculture et du Commerce. Le retour aux affaires du maréchal Soult, le 12 mai 1839, en éloigne Gasparin. Il est admis à l'Académie des sciences le 29 juin 1840, en remplacement de Turpin dans la section d'économie rurale.

### Retraite et postérité
Après la Révolution de 1848, il se retire définitivement de la vie publique et reprend ses travaux agronomiques. Le ministre de l'Agriculture Charles Gilbert Tourret lui offre la direction du nouvel Institut national agronomique de Versailles, qu'il refuse d'abord, puis finit par accepter sur les instances de M. Schneider (1851) ; mais cette institution est bientôt supprimée par un décret du 29 décembre 1852.
Au début de 1852, Napoléon III pressent Adrien de Gasparin pour entrer au Sénat, mais il refuse après le décret du 22 janvier 1852 sur les biens de la maison d'Orléans. Il vit retiré dans sa ville natale où il meurt en 1862.
Il était membre de la Société centrale et du Conseil central d'agriculture.
Sa statue de bronze est élevée par souscription nationale et inaugurée le 11 septembre 1864 à Orange sur le cours Saint-Martin (actuel cours Aristide Briand), où la famille de Gasparin avait son château, construit en 1787 et démoli vers 1910 par la ville, qui l'avait acheté. Transférée dans le parc en 1931, cette statue est enlevée en mai 1942, pour être fondue.

## Publications
- Le Croisement des races, 1810.
- La Gourme des chevaux, 1811.
- La Culture de la garance, 1815.
- Histoire de la ville d'Orange et de ses antiquités, Orange : J. Bouchony, 1815, in-12°, XII-152 p, 6 gravures (?), 1 plan.
- Manuel d’art vétérinaire, à l’usage des officiers de cavalerie, des agriculteurs et des artistes vétérinaires, Paris, Jean-Jacques Paschoud, et Genève : même maison de commerce, 1817, in-8o, XXIV-519-48 p.
- Des Petites propriétés considérées dans leurs rapports avec le sort des ouvriers, la prospérité de l'agriculture et la destinée des États, Paris, P. Mongie aîné, 1820, in-8o.
- Les Maladies contagieuses des bêtes à laine, Paris, Mme Huzard, 1821, in-8o
- Mémoire sur l'éducation des Mérinos, comparée à celle des autres races de bêtes à laine, 1823 lire en ligne sur Gallica.
- Guide des Propriétaires de biens ruraux affermés, Paris, Mme Huzard, 1828, 471 p. ; Paris, Impr. de E. Duverger, Librairie agricole de la Maison rustique, 1844, 471 p. ; 2e éd., Paris, Dusacq, 1851, in-18, 383 p., et 1853, in-18, 162 p. ; 3e éd., Paris, Dusacq, 1862, in-16, 216 p, — Florian Reynaud, Les bêtes à cornes (ou l'élevage bovin) dans la littérature agronomique de 1700 à 1850, Caen, thèse de doctorat en histoire, 2009, annexe 2 (4. 1828).
- Observations sur l'ouvrage de M. Mathieu de Dombasle intitulé : ″des Impôts dans leurs rapports avec la production agricole″, Paris, Mme Huzard, 1829 (Extrait des Annales administratives et scientifiques de l'agriculture française, tome III, 3e série), in-8o.
- Recueil de mémoires d'agriculture et d'économie rurale, Paris, Mme Huzard, 1829-1841, 3 vol. in-8o.
- Mémoire sur le métayage, Lyon, J.-M. Barret, 1832, in-8o
- Considérations sur l'extension de la culture des mûriers, Lyon, J.-M. Barret, 1833, in-8o lire en ligne sur Gallica.
- Mémoire sur la valeur des engrais, Paris, Impr. de la Veuve Bouchard-Huzard, 1842, in-8o (extrait des Mémoires de la Société royale et centrale d'agriculture).
- Cours d'agriculture, Paris, au bureau de la Maison rustique, 1843-1848, 6 vol. in-8o ; 2e éd., Paris, 1846-1860, 6 vol. in-8o ; 3e éd., Paris, 1845, t. 1 sur Gallica ; 1844, t. 2 sur Gallica ; 1851, t. 5 sur Gallica.
- Considérations sur les subsistances, Paris, Dusacq (extrait du Journal d'agriculture pratique et de jardinage, mai 1847), in-8o).
- Guide des propriétaires de biens ruraux affermés, Paris, Dusacq, 2e édition, 1851, in-18 lire en ligne sur Gallica.
- Guide des propriétaires des biens soumis au métayage, Paris, Dusacq, 2e édition, 1853, in-18 lire en ligne sur Gallica.
- Principes de l'agronomie, Paris, Dusacq, 1854, in-8o lire en ligne sur Gallica.

## Distinctions
- Grand-croix de la Légion d'honneur (1837)[6].

## Liens